# Mélanges
 (mars 2023).
Ne doit pas être confondu avec Miscellanées.

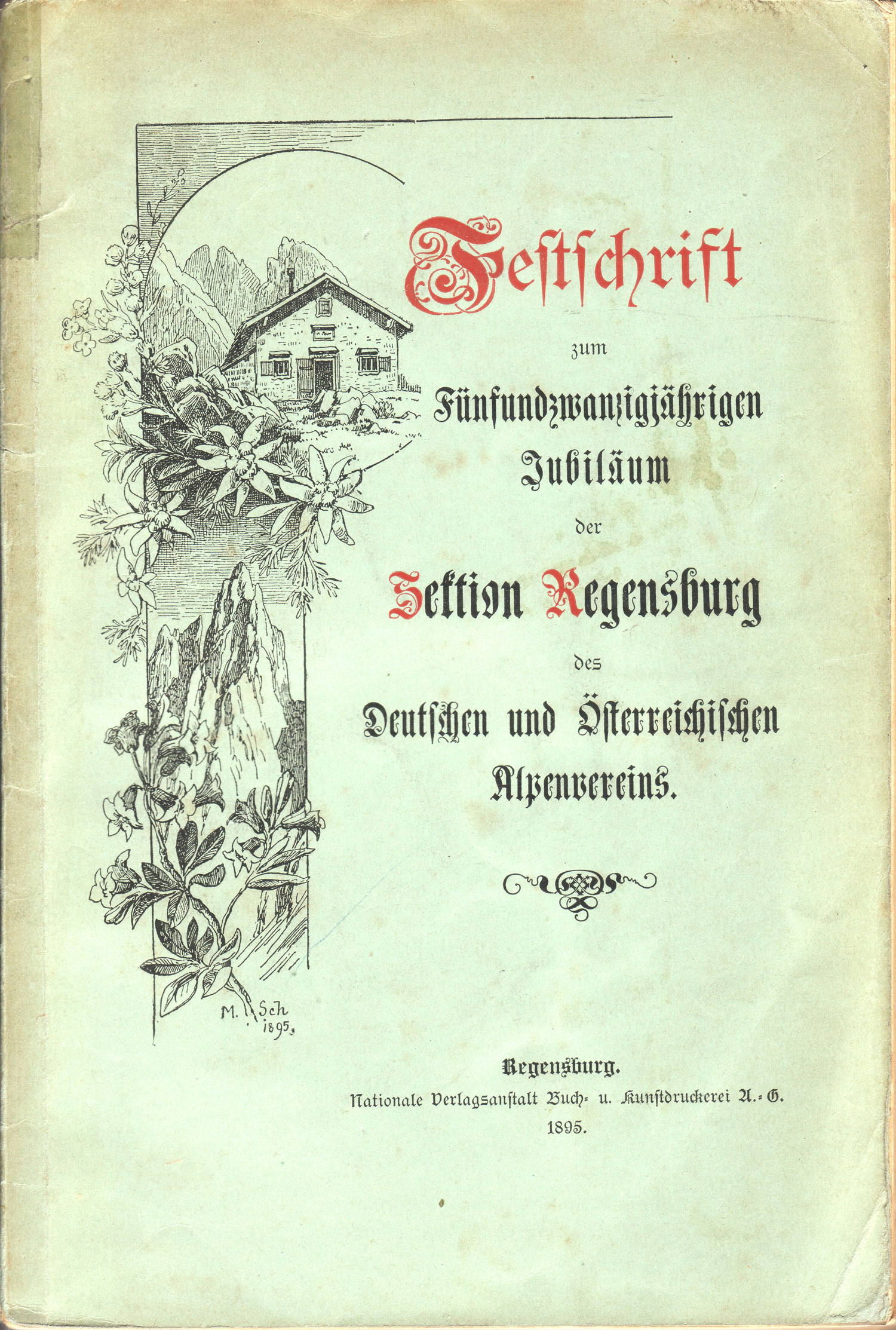
Couverture d'un recueil (1895).

Par mélanges ou études offertes (en latin Liber amicorum), on entend un ouvrage rassemblant des articles consacrés à une personne, souvent universitaire, appréciée pour ses travaux de recherche, par ses collègues ou ses collaborateurs, à l'occasion de son départ à la retraite ou de son décès.  

## Contenu

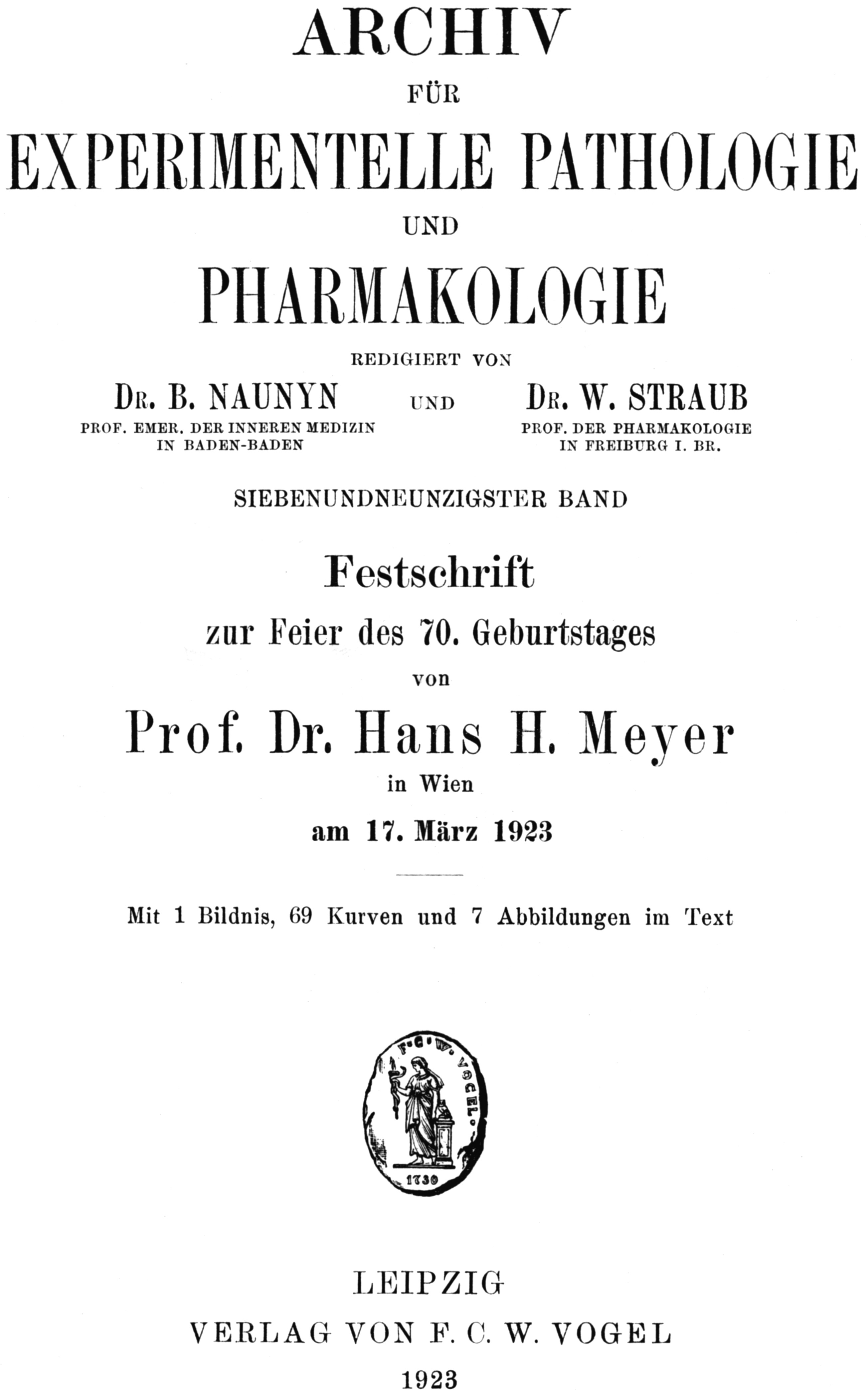
Un Festschrift offert pour un (1923).

Le contenu des mélanges est de deux sortes :
- les contributions peuvent consister en une reprise d'articles, déjà publiés, en lien avec les recherches du dédicataire ;
- les contributions sont conçues dans la perspective de l'ouvrage de mélanges, par le contributeur, elles ne portent pas sur les mêmes sujets d'où le terme de "mélanges".

## Citation
Il convient de considérer chaque contribution figurant dans les mélanges juridiques comme s'il s'agissait d'un article de revue. Dans les notes de bas de page et les bibliographies, on indiquera ainsi le nom et le prénom de l'auteur de la contribution citée, le titre de sa contribution entre guillemets, le titre du volume de mélanges en italique, son tome (le cas échéant), son lieu d'édition, l'éditeur, l'année d'édition, la ou les page(s) de la contribution citée (extrapolation de la norme bibliographique AFNOR Z 44-005).

## Mélanges juridiques
Les mélanges juridiques sont des ouvrages dédiés à une personnalité du droit regroupant des articles (« contributions ») rédigés par des auteurs juridiques.